# 2. slovenská fotbalová liga 1997/1998
V soubojích 5. ročníku 2. slovenské fotbalové ligy 1997/98 se utkalo 18 týmů dvoukolovým systémem podzim – jaro.
Nováčky soutěže se staly FC Nitra, FK ZŤS Kerametal Dubnica nad Váhom (oba sestup z 1. ligy) a čtyři vítězové regionálních skupin 3. ligy – ŠK Iskra Matadorfix Bratislava, FK Slovan Duslo Šaľa, FAC LB Zvolen a FC Steel Trans Ličartovce.
Vítězem a zároveň i postupujícím se stal tým FC Nitra, z druhého místa postoupil tým FK ZŤS Kerametal Dubnica nad Váhom. Do 3. ligy sestoupily poslední čtyři mužstva tabulky – ŠK ZŤS VTJ Martin, TJ ŠM Gabčíkovo, FAC LB Zvolen a ŠK Iskra Matadorfix Bratislava.

## Konečná tabulka
| Poř. | Tým                            | Z  | V  | R  | P  | VG | OG | B  |
| ---- | ------------------------------ | -- | -- | -- | -- | -- | -- | -- |
| 1.   | FC Nitra                       | 34 | 20 | 8  | 6  | 73 | 36 | 68 |
| 2.   | FK ZŤS Kerametal Dubnica n/V   | 34 | 20 | 6  | 8  | 74 | 29 | 66 |
| 3.   | ŠK Matador Púchov              | 34 | 14 | 14 | 6  | 52 | 34 | 56 |
| 4.   | ŠKP Devín                      | 34 | 15 | 11 | 8  | 50 | 38 | 56 |
| 5.   | FK Slovan Duslo Šaľa           | 34 | 17 | 3  | 14 | 58 | 47 | 54 |
| 6.   | ŠK Slovmag Jelšava             | 34 | 16 | 5  | 13 | 47 | 42 | 53 |
| 7.   | FC Steel Trans Ličartovce      | 34 | 15 | 6  | 13 | 45 | 45 | 51 |
| 8.   | FK NCHZ-DAK Nováky             | 34 | 13 | 10 | 11 | 38 | 32 | 49 |
| 9.   | ŠK Tesla Stropkov              | 34 | 14 | 7  | 13 | 37 | 38 | 49 |
| 10.  | PFK Piešťany                   | 34 | 13 | 8  | 13 | 42 | 45 | 47 |
| 11.  | FK VTJ Koba Senec              | 34 | 13 | 8  | 13 | 36 | 40 | 47 |
| 12.  | FK Slavoj Trebišov             | 34 | 13 | 7  | 14 | 32 | 42 | 46 |
| 13.  | FK Bukóza Vranov nad Topľou    | 34 | 11 | 10 | 13 | 55 | 48 | 43 |
| 14.  | FK Slovan Levice               | 34 | 11 | 10 | 13 | 45 | 50 | 43 |
| 15.  | ŠK ZŤS VTJ Martin              | 34 | 10 | 10 | 14 | 49 | 65 | 40 |
| 16.  | TJ ŠM Gabčíkovo                | 34 | 11 | 6  | 17 | 41 | 61 | 39 |
| 17.  | FAC LB Zvolen                  | 34 | 7  | 3  | 24 | 32 | 59 | 24 |
| 18.  | ŠK Iskra Matadorfix Bratislava | 34 | 4  | 6  | 24 | 29 | 84 | 18 |

Poznámky
- Z = Odehrané zápasy; V = Vítězství; R = Remízy; P = Prohry; VG = Vstřelené góly; OG = Obdržené góly; B = Body

|  | postup do Mars superligy 1998/99 |
|  | sestup do 3. ligy 1998/99        |